# Shenmue the Animation
Shenmue ( シ ェ ン ム ー , Shenmū), también conocida como Shenmue the Animation, es una serie de anime producida por Telecom Animation Film, basada en la serie de videojuegos Shenmue publicada por Sega.
El anime es una coproducción entre Crunchyroll y Adult Swim, cuenta con 13 episodios y se estrenó el 6 de febrero de 2022.

## Trama
Después de presenciar el asesinato de su padre en el dojo familiar, Ryo dedica su vida a encontrar al hombre responsable, una misión que lo lleva desde las calles de Yokosuka, Japón, a la metrópolis en expansión de Hong Kong y más allá. Ryo aprenderá que fuerzas místicas más grandes están en juego mientras entrena para convertirse en el mejor artista marcial en su búsqueda de venganza.

## Personajes
Ryō Hazuki (芭月涼 Hazuki Ryō?)
 Seiyū: Masaya Matsukaze
Un adolescente japonés de 18 años que emprende un viaje para vengar a su padre.
Longsun Zhao (en chino, 趙龍孫; pinyin, Zhào Lóngsūn) / Lan Di (en chino, 蓝帝; pinyin, Lándì)
 Seiyū: Takahiro Sakurai
Un miembro de alto rango de Chi You Men.
Shenhua Ling (en chino, 玲莎花; pinyin, Líng Shāhuā)
 Seiyū: Haruka Terui
Una adolescente misteriosa que se convierte en la compañera de viaje de Ryō.
Nozomi Harasaki (原崎 望 Harasaki Nozomi?)
 Seiyū: Haruka Fushimi
Una amiga cercana de Ryo.
Guizhang Chen (en chino, 陳貴章; pinyin, Chén Guìzhāng)
 Seiyū: Ryūichi Kijima
Hijo del maestro Chen.
Chai (チャイ Chai?)
 Seiyū: Yoshimitsu Shimoyama
Un miembro de bajo rango de Chi You Men.
Xianweng Ni (en chino, 倪賢翁; pinyin, Ní Xiánwēng) / Wong (ウォン Uon?)
 Seiyū: Shōta Hayama
El miembro más joven de la pandilla de Wuying Ren, The Heavens.
Joy (ジョイ Joi?)
 Seiyū: Mao Ichimichi
Una joven china a la que se puede ver con mayor frecuencia en Aberdeen.
Xiuying Hong (en chino, 红秀瑛; pinyin, Hóng Xiùyīng)
 Seiyū: Mirei Kumagai
Una artista marcial de Tai Chi y maestra del Templo Man Mo.
Wuying Ren (en chino, 刃武鷹; pinyin, Rèn Wǔyīng)
 Seiyū: Osamu Taira
Dou Niu (en chino, 斗牛; pinyin, Dòuniú)
 Seiyū: Takahiro Sumi
El líder de los Yellow Heads.

## Producción
La serie se anunció el 4 de septiembre de 2020 en la Crunchyroll Expo. La serie está dirigida por Chikara Sakurai con el creador de Shenmue Yu Suzuki como productor ejecutivo. Kento Shimoyama está escribiendo los guiones de la serie, Kensuke Ishikawa está diseñando los personajes y Kana Shibue está componiendo la música. Está animada por Telecom Animation Film con la dirección de producción de Sola Entertainment. El tema de apertura es "UNDEAD-NOID" interpretado por Kashitarō Itō, mientras que el tema de cierre "Sympathy" es interpretado por Narudora. La serie consta de 13 episodios y se transmite en inglés en el bloque de programación de Toonami llamado Adult Swim y en streaming por Crunchyroll desde el 6 de febrero de 2022.
Según el productor Yuu Kiyozono, el anime estuvo en desarrollo durante dos o tres años durante el tiempo en que se produjo y lanzó Shenmue III. Kiyozono también declaró que el equipo de producción fue a Yokosuka para tener una idea precisa de las calles y la atmósfera de la ciudad. El anime verá a la mayoría de los actores de voz principales de los videojuegos regresar, aunque algunos miembros del elenco incluirán nuevos actores de voz para atraer a la base de fanes más joven del juego.
El productor Joseph Chou dijo que Suzuki estuvo muy involucrado en la producción para planificar la narrativa con información de trasfondo que nunca se implementó en los juegos. Sakurai agregó que se incluyeron algunos aspectos de itinerancia libre con Ryo hablando con la gente en las calles.
El 8 de octubre de 2021, se reveló el primer tráiler oficial de Shenmue en la Comic Con de Nueva York.

## Episodios
| N.º | Título                                                   | Dirigido por                    | Escrito por     | Guionizado por      | Fecha de emisión original |
| --- | -------------------------------------------------------- | ------------------------------- | --------------- | ------------------- | ------------------------- |
| 1   | «Trueno» Transcripción: «Kamitoke» (en japonés: 霹靂)    | Chikara Sakurai                 | Kento Shimoyama | Chikara Sakurai     | 6 de febrero de 2022      |
| 2   | «Alba» Transcripción: «Kawatare» (en japonés: 彼誰)      | Keiko Oyamada                   | Kento Shimoyama | Yūichirō Yano       | 13 de febrero de 2022     |
| 3   | «Yin yang» Transcripción: «On'yō» (en japonés: 陰陽)     | Ōri YasukawaNobuo Tomizawa      | Kento Shimoyama | Nobuo Tomizawa      | 20 de febrero de 2022     |
| 4   | «Grilletes» Transcripción: «Shikkoku» (en japonés: 桎梏) | Tomonori Kurokawa               | Kento Shimoyama | Tomonori Kurokawa   | 27 de febrero de 2022     |
| 5   | «Iguales» Transcripción: «Hitchū» (en japonés: 匹儔)     | Keiko Oyamada                   | Kento Shimoyama | Hisao Yokobori      | 6 de marzo de 2022        |
| 6   | «Imponente» Transcripción: «Rinko» (en japonés: 凛乎)    | Atsushi WakabayashiMaki Kodaira | Kento Shimoyama | Yūichirō Yano       | 13 de marzo de 2022       |
| 7   | «Porvenir» Transcripción: «Kyōgo» (en japonés: 嚮後)     | Yoshihiro Sugai                 | Kento Shimoyama | Yoshihiro Sugai     | 20 de marzo de 2022       |
| 8   | «Añoranza» Transcripción: «Kikyū» (en japonés: 冀求)     | Tomoyuki KurokawaKeiko Oyamada  | Kento Shimoyama | Tomoyuki Kurokawa   | 27 de marzo de 2022       |
| 9   | «Distintivo» Transcripción: «Chōhyō» (en japonés: 徴標)  | Keiko OyamadaNobuo Tomizawa     | Kento Shimoyama | Takashi Sano        | 3 de abril de 2022        |
| 10  | «Retorno» Transcripción: «Kaiten» (en japonés: 廻天)     | Nobuo TomizawaKeiko Oyamada     | Kento Shimoyama | Takashi Sano        | 10 de abril de 2022       |
| 11  | «Maraña» Transcripción: «Chūbyū» (en japonés: 綢繆)      | Ōri Yasukawa                    | Kento Shimoyama | Yukihiro Matsushita | 17 de abril de 2022       |
| 12  | «Baliza» Transcripción: «Miotsukushi» (en japonés: 澪標) | Yūichirō Yano                   | Kento Shimoyama | Yūichirō Yano       | 24 de abril de 2022       |
| 13  | «Shenmue» Transcripción: «Shenmū» (en japonés: 莎木)     | Chikara Sakurai                 | Kento Shimoyama | Chikara Sakurai     | 1 de mayo de 2022         |